# Kim Mật Đê
Kim Nhật Đê (chữ Hán: 金日磾, Bính âm: Jin Mìdī, 134 TCN - 86 TCN), tên tự Ông Thúc (翁叔), là một nhà quân sự, nhà chính trị thời Tây Hán trong lịch sử Trung Quốc.
Ông là một trong những đại thần nhận mệnh của Hán Vũ Đế Lưu Triệt, trở thành quan nhiếp chính phò trợ cho người kế vị là Hán Chiêu Đế Lưu Phất Lăng. 

## Tiểu sử
Kim Nhật Đê quê quán ở huyện Hưu Đồ, quận Vũ Uy (nay là huyện Dân Cần tỉnh Cam Túc), vốn chỉ có tên Nhật Đê, họ Kim là do Hán Vũ Đế ban cho, nguyên là Thái tử của Hưu Đồ Vương (休屠王) người Hung Nô.
Khoảng những năm Nguyên Thú thời Tây Hán (122 TCN - 117 TCN) Vũ Đế sai Phiêu Kị tướng quân Hoắc Khứ Bệnh đem quân đánh úp Hưu Đồ Vương, Hưu Đồ Vương đại bại sợ bị thiền vu oán giận nên về hàng nhà Hán, sau triều đình phát giác Hưu Đồ Vương có ý mưu phản nên sai người giết đi để trừ hậu họa. Kim Nhật Đê năm đó mới 14 tuổi đành phải theo Côn Tà Vương (昆邪王) đầu hàng nhà Hán, lưu lạc làm tôi tớ nhà quan, rồi bị đưa đến Hoàng Môn thự coi sóc bầy ngựa. Do nuôi ngựa khéo tay, tiếng lành đồn xa nên triều đình thăng lên làm Mã giám, Thị trung phò mã đô úy Quang Lộc đại phu, Hán Vũ Đế cho vào triều diện kiến, trông thấy ông không có tính tham lam, háo sắc, thì rất quý, bèn ban cho họ Kim, về sau ông đánh trận lập công được phong làm Xa Kỵ tướng quân. Sau khi Hán Vũ Đế qua đời, Kim Nhật Đê cùng với Hoắc Quang (霍光), Thượng Quan Kiệt (上官桀) và Tang Hoằng Dương (桑弘羊) cùng nhau nhận lấy di chiếu phụ chính, do trước khi chết Vũ Đế còn giao Nhật Đê làm phụ chính cho con nối ngôi nhưng Nhật Đê bảo mình không phải người Hán, sợ dư luận không tốt, nên Vũ Đế cử Nhật Đê làm phó nhiếp chính. Năm Hậu Nguyên thứ hai (87 TCN), ông đứng ra tố cáo Thị trung bộc xạ Mãng Hà La (莽何羅) và anh em Trọng Hợp hầu Mã Thông (马通) mưu phản, triều đình xét thấy có công lớn nên phong làm hầu, quan tới chức Thái tử thái phó, con cháu ông nối đời được phong hầu. Năm đầu Thủy Nguyên (86 TCN) bệnh nặng mất thụy hiệu là Kính.

## Gia đình
- Cha:
  - Hưu Đồ Vương (休屠王): về hàng nhà Hán sau phản lại bị giết
- Em trai:
  - Kim Luân (金伦): tự là Thiếu Khanh, giữ chức Hoàng môn lang, mất sớm;
- Con cháu: 
  - Kim × (金×): con trưởng, không rõ tên thật, làm người thổi sáo cho Hán Vũ Đế, bị cha mình giết;
  - Kim Thưởng (金赏): con thứ hai, được tập tước cha, vợ là con gái của Hoắc Quang. Về sau Hoắc Quang bị diệt trừ liền bỏ vợ. Thời Hán Tuyên Đế (汉宣帝) làm thái phó, đến thời Hán Nguyên Đế (汉元帝) đổi làm Quang Lộc huân.
  - Kim Kiến (金建): con thứ ba, cùng năm với Hán Chiêu Đế (汉昭帝), là Thị trung rất được Chiêu Đế sủng ái.
  - Kim An Thượng (金安上): cháu, tự là Tử Hầu, con trai của Kim Luân. Ông rất được Hán Tuyên Đế tin dùng, vì tố cáo Sở vương Diên Thọ (延寿) âm mưu tạo phản có công, được phong làm Quan Nội hầu, về sau họ Hoắc làm phản, ông tham gia đánh dẹp có công, phong làm Đô Thành hầu, sau mất thụy là "Kính Hầu".
- Chắt:
  - Kim Đương (金当): cháu của Kim Kiến, tập tước phong Đố hầu.

Hai cha con Kim Toàn (金旋) và Kim Y (金祎) cuối thời Đông Hán có khả năng là hậu duệ của Kim Nhật Đê.

## Phả hệ
|                        |                        |                        |                        |                        |                        |  |  |                         |                         |                         |                         |                         |                         |  |  |                            |                            |                            |                            |                            |                            |  |  | Hưu Đồ Vương |           |           |           |           |           |  |  |                                 |                                 |                                 |                                 |                                 |                                 |  |  |                       |                       |                       |                       |                       |                       |  |  |          |          |          |          |          |          |  |  |  |  |  |  |  |  |  |  |  |  |  |  |  |  |  |  |  |  |  |  |  |  |  |  |  |  |
|                        |                        |                        |                        |                        |                        |  |  |                         |                         |                         |                         |                         |                         |  |  |                            |                            |                            |                            |                            |                            |  |  |              |           |           |           |           |           |  |  |                                 |                                 |                                 |                                 |                                 |                                 |  |  |                       |                       |                       |                       |                       |                       |  |  |          |          |          |          |          |          |  |  |  |  |  |  |  |  |  |  |  |  |  |  |  |  |  |  |  |  |  |  |  |  |  |  |  |  |
|                        |                        |                        |                        |                        |                        |  |  |                         |                         |                         |                         |                         |                         |  |  |                            |                            |                            |                            |                            |                            |  |  |              |           |           |           |           |           |  |  |                                 |                                 |                                 |                                 |                                 |                                 |  |  |                       |                       |                       |                       |                       |                       |  |  |          |          |          |          |          |          |  |  |  |  |  |  |  |  |  |  |  |  |  |  |  |  |  |  |  |  |  |  |  |  |  |  |  |  |
|                        |                        |                        |                        |                        |                        |  |  | Đố Kính hầu Kim Nhật Đê | Đố Kính hầu Kim Nhật Đê | Đố Kính hầu Kim Nhật Đê | Đố Kính hầu Kim Nhật Đê | Đố Kính hầu Kim Nhật Đê | Đố Kính hầu Kim Nhật Đê |  |  |                            |                            |                            |                            |                            |                            |  |  |              |           |           |           |           |           |  |  | Kim Luân                        | Kim Luân                        | Kim Luân                        | Kim Luân                        | Kim Luân                        | Kim Luân                        |  |  |                       |                       |                       |                       |                       |                       |  |  |          |          |          |          |          |          |  |  |  |  |  |  |  |  |  |  |  |  |  |  |  |  |  |  |  |  |  |  |  |  |  |  |  |  |
|                        |                        |                        |                        |                        |                        |  |  | Đố Kính hầu Kim Nhật Đê | Đố Kính hầu Kim Nhật Đê | Đố Kính hầu Kim Nhật Đê | Đố Kính hầu Kim Nhật Đê | Đố Kính hầu Kim Nhật Đê | Đố Kính hầu Kim Nhật Đê |  |  |                            |                            |                            |                            |                            |                            |  |  |              |           |           |           |           |           |  |  | Kim Luân                        | Kim Luân                        | Kim Luân                        | Kim Luân                        | Kim Luân                        | Kim Luân                        |  |  |                       |                       |                       |                       |                       |                       |  |  |          |          |          |          |          |          |  |  |  |  |  |  |  |  |  |  |  |  |  |  |  |  |  |  |  |  |  |  |  |  |  |  |  |  |
|                        |                        |                        |                        |                        |                        |  |  |                         |                         |                         |                         |                         |                         |  |  |                            |                            |                            |                            |                            |                            |  |  |              |           |           |           |           |           |  |  |                                 |                                 |                                 |                                 |                                 |                                 |  |  |                       |                       |                       |                       |                       |                       |  |  |          |          |          |          |          |          |  |  |  |  |  |  |  |  |  |  |  |  |  |  |  |  |  |  |  |  |  |  |  |  |  |  |  |  |
| Đố Tiết hầu Kim Thưởng | Đố Tiết hầu Kim Thưởng | Đố Tiết hầu Kim Thưởng | Đố Tiết hầu Kim Thưởng | Đố Tiết hầu Kim Thưởng | Đố Tiết hầu Kim Thưởng |  |  | Kim Kiến                | Kim Kiến                | Kim Kiến                | Kim Kiến                | Kim Kiến                | Kim Kiến                |  |  |                            |                            |                            |                            |                            |                            |  |  |              |           |           |           |           |           |  |  | Thành Đô Kính hầu Kim An Thượng | Thành Đô Kính hầu Kim An Thượng | Thành Đô Kính hầu Kim An Thượng | Thành Đô Kính hầu Kim An Thượng | Thành Đô Kính hầu Kim An Thượng | Thành Đô Kính hầu Kim An Thượng |  |  |                       |                       |                       |                       |                       |                       |  |  |          |          |          |          |          |          |  |  |  |  |  |  |  |  |  |  |  |  |  |  |  |  |  |  |  |  |  |  |  |  |  |  |  |  |
| Đố Tiết hầu Kim Thưởng | Đố Tiết hầu Kim Thưởng | Đố Tiết hầu Kim Thưởng | Đố Tiết hầu Kim Thưởng | Đố Tiết hầu Kim Thưởng | Đố Tiết hầu Kim Thưởng |  |  | Kim Kiến                | Kim Kiến                | Kim Kiến                | Kim Kiến                | Kim Kiến                | Kim Kiến                |  |  |                            |                            |                            |                            |                            |                            |  |  |              |           |           |           |           |           |  |  | Thành Đô Kính hầu Kim An Thượng | Thành Đô Kính hầu Kim An Thượng | Thành Đô Kính hầu Kim An Thượng | Thành Đô Kính hầu Kim An Thượng | Thành Đô Kính hầu Kim An Thượng | Thành Đô Kính hầu Kim An Thượng |  |  |                       |                       |                       |                       |                       |                       |  |  |          |          |          |          |          |          |  |  |  |  |  |  |  |  |  |  |  |  |  |  |  |  |  |  |  |  |  |  |  |  |  |  |  |  |
|                        |                        |                        |                        |                        |                        |  |  |                         |                         |                         |                         |                         |                         |  |  |                            |                            |                            |                            |                            |                            |  |  |              |           |           |           |           |           |  |  |                                 |                                 |                                 |                                 |                                 |                                 |  |  |                       |                       |                       |                       |                       |                       |  |  |          |          |          |          |          |          |  |  |  |  |  |  |  |  |  |  |  |  |  |  |  |  |  |  |  |  |  |  |  |  |  |  |  |  |
|                        |                        |                        |                        |                        |                        |  |  | □                       | □                       | □                       | □                       | □                       | □                       |  |  | Thành Đô Di hầu Kim Thường | Thành Đô Di hầu Kim Thường | Thành Đô Di hầu Kim Thường | Thành Đô Di hầu Kim Thường | Thành Đô Di hầu Kim Thường | Thành Đô Di hầu Kim Thường |  |  | Kim Xưởng    | Kim Xưởng | Kim Xưởng | Kim Xưởng | Kim Xưởng | Kim Xưởng |  |  |                                 |                                 |                                 |                                 |                                 |                                 |  |  | Kim Sầm               | Kim Sầm               | Kim Sầm               | Kim Sầm               | Kim Sầm               | Kim Sầm               |  |  | Kim Minh | Kim Minh | Kim Minh | Kim Minh | Kim Minh | Kim Minh |  |  |  |  |  |  |  |  |  |  |  |  |  |  |  |  |  |  |  |  |  |  |  |  |  |  |  |  |
|                        |                        |                        |                        |                        |                        |  |  | □                       | □                       | □                       | □                       | □                       | □                       |  |  | Thành Đô Di hầu Kim Thường | Thành Đô Di hầu Kim Thường | Thành Đô Di hầu Kim Thường | Thành Đô Di hầu Kim Thường | Thành Đô Di hầu Kim Thường | Thành Đô Di hầu Kim Thường |  |  | Kim Xưởng    | Kim Xưởng | Kim Xưởng | Kim Xưởng | Kim Xưởng | Kim Xưởng |  |  |                                 |                                 |                                 |                                 |                                 |                                 |  |  | Kim Sầm               | Kim Sầm               | Kim Sầm               | Kim Sầm               | Kim Sầm               | Kim Sầm               |  |  | Kim Minh | Kim Minh | Kim Minh | Kim Minh | Kim Minh | Kim Minh |  |  |  |  |  |  |  |  |  |  |  |  |  |  |  |  |  |  |  |  |  |  |  |  |  |  |  |  |
|                        |                        |                        |                        |                        |                        |  |  |                         |                         |                         |                         |                         |                         |  |  |                            |                            |                            |                            |                            |                            |  |  |              |           |           |           |           |           |  |  |                                 |                                 |                                 |                                 |                                 |                                 |  |  |                       |                       |                       |                       |                       |                       |  |  |          |          |          |          |          |          |  |  |  |  |  |  |  |  |  |  |  |  |  |  |  |  |  |  |  |  |  |  |  |  |  |  |  |  |
|                        |                        |                        |                        |                        |                        |  |  | Đố hầu Kim Đương        | Đố hầu Kim Đương        | Đố hầu Kim Đương        | Đố hầu Kim Đương        | Đố hầu Kim Đương        | Đố hầu Kim Đương        |  |  | Kim Thiệp                  | Kim Thiệp                  | Kim Thiệp                  | Kim Thiệp                  | Kim Thiệp                  | Kim Thiệp                  |  |  | Kim Tham     | Kim Tham  | Kim Tham  | Kim Tham  | Kim Tham  | Kim Tham  |  |  | Kim Nhiêu                       | Kim Nhiêu                       | Kim Nhiêu                       | Kim Nhiêu                       | Kim Nhiêu                       | Kim Nhiêu                       |  |  | Thành Đô hầu Kim Khâm | Thành Đô hầu Kim Khâm | Thành Đô hầu Kim Khâm | Thành Đô hầu Kim Khâm | Thành Đô hầu Kim Khâm | Thành Đô hầu Kim Khâm |  |  | Kim Tuân | Kim Tuân | Kim Tuân | Kim Tuân | Kim Tuân | Kim Tuân |  |  |  |  |  |  |  |  |  |  |  |  |  |  |  |  |  |  |  |  |  |  |  |  |  |  |  |  |
|                        |                        |                        |                        |                        |                        |  |  | Đố hầu Kim Đương        | Đố hầu Kim Đương        | Đố hầu Kim Đương        | Đố hầu Kim Đương        | Đố hầu Kim Đương        | Đố hầu Kim Đương        |  |  | Kim Thiệp                  | Kim Thiệp                  | Kim Thiệp                  | Kim Thiệp                  | Kim Thiệp                  | Kim Thiệp                  |  |  | Kim Tham     | Kim Tham  | Kim Tham  | Kim Tham  | Kim Tham  | Kim Tham  |  |  | Kim Nhiêu                       | Kim Nhiêu                       | Kim Nhiêu                       | Kim Nhiêu                       | Kim Nhiêu                       | Kim Nhiêu                       |  |  | Thành Đô hầu Kim Khâm | Thành Đô hầu Kim Khâm | Thành Đô hầu Kim Khâm | Thành Đô hầu Kim Khâm | Thành Đô hầu Kim Khâm | Thành Đô hầu Kim Khâm |  |  | Kim Tuân | Kim Tuân | Kim Tuân | Kim Tuân | Kim Tuân | Kim Tuân |  |  |  |  |  |  |  |  |  |  |  |  |  |  |  |  |  |  |  |  |  |  |  |  |  |  |  |  |
|                        |                        |                        |                        |                        |                        |  |  |                         |                         |                         |                         |                         |                         |  |  |                            |                            |                            |                            |                            |                            |  |  |              |           |           |           |           |           |  |  |                                 |                                 |                                 |                                 |                                 |                                 |  |  |                       |                       |                       |                       |                       |                       |  |  |          |          |          |          |          |          |  |  |  |  |  |  |  |  |  |  |  |  |  |  |  |  |  |  |  |  |  |  |  |  |  |  |  |  |
|                        |                        |                        |                        |                        |                        |  |  |                         |                         |                         |                         |                         |                         |  |  | Thành Đô Đái hầu Kim Thang | Thành Đô Đái hầu Kim Thang | Thành Đô Đái hầu Kim Thang | Thành Đô Đái hầu Kim Thang | Thành Đô Đái hầu Kim Thang | Thành Đô Đái hầu Kim Thang |  |  | Kim Dung     | Kim Dung  | Kim Dung  | Kim Dung  | Kim Dung  | Kim Dung  |  |  |                                 |                                 |                                 |                                 |                                 |                                 |  |  |                       |                       |                       |                       |                       |                       |  |  |          |          |          |          |          |          |  |  |  |  |  |  |  |  |  |  |  |  |  |  |  |  |  |  |  |  |  |  |  |  |  |  |  |  |

## Hậu duệ
Con cháu Kim Nhật Đê vào cuối thời Tây Hán khi Vương Mãng (王莽) nắm quyền đều bị đàn áp, một số chạy sang khu vực nay là thị trấn Tùng Gia Nghiễn quận Văn Đăng tỉnh Sơn Đông, đổi thành họ Tùng, được coi là một trong những nguồn gốc của họ này. Số khác thì có thuyết nói là chạy sang Triều Tiên, trở thành thủy tổ của họ Kim Nhật tại Triều Tiên và Hàn Quốc ngày nay.